# Удобне (Амурська область)
Удобне (рос. Удобное) — село у Благовєщенському районі Амурської області Російської Федерації. Розташоване на території українського історичного та етнічного краю Зелений Клин.
Входить до складу муніципального утворення Грибська сільрада. Населення становить 121 особа.

## Історія
З 8 квітня 1937 року належало до новоутвореного Благовєщенського району Амурської області.
Після того, як указом Президії Верховної Ради РРФСР від 1 лютого 1963 року Благовіщенський район був скасований, село увійшло до складу Іванівського району, допоки 30 грудня 1966 року Благовіщенський район був відновлений.
З 21 вересня 2005 року органом місцевого самоврядкування є Грибська сільрада.

## Населення
| 2002 | 2010 | 2012 | 2013 | 2014 | 2015 | 2016 |
| ---- | ---- | ---- | ---- | ---- | ---- | ---- |
| 93   | ↗125 | ↗130 | ↘128 | ↗134 | ↗136 | ↘127 |
| 2017 | 2018 |      |      |      |      |      |
| ↘123 | ↘121 |      |      |      |      |      |